# Ben Pridmore
Ben Pridmore es un contable y mnemonista británico que compite en los campeonatos de memoria. 

## Logros
Pridmore es el campeón Mundial de Memoria, título que también ganó en 2004 y 2008. Nacido en Derby (Reino Unido), Pridmore logró este título al ganar en una competición de 10 disciplinas, denominada World Memory Championship, que tiene lugar cada año desde 1991. 
Consiguió el récord mundial oficial al memorizar el orden aleatorio de cada carta de una baraja de 52 cartas, también ha demostrado ser capaz de memorizar una baraja en 24,68 segundos en un programa televisión. Este récord fue batido en 2010 por el atleta mental y abogado alemán Simon Reinhard. Ocupa el puesto número uno en el ranking de Memory Sports. La victoria de Pridmore en el World Championship de 2009 fue su octava victoria consecutiva en el campeonato de memoria desde que quedó segundo en el World Championship de 2007.
Además de ser un atleta mental, Pridmore también es un famoso por sus habilidades para el cálculo mental y participó en la Mental Calculation World Cup en 2004, 2006 y 2010.

## Método
Como la mayoría de los mnemonistas, crea una historia mental, que comprende una secuencia de imágenes que él ha memorizado previamente y que equivalen a una serie números, cartas, etc. Pridmore a menudo recrea historias relacionadas con su antiguo colegio, Queen Elizabeth's Grammar School, Horncastle.

## Récords mundiales
Pridmore mantiene estos récords de acuerdo a recordholders.org:
- 930 dígitos binarios en 5 minutos[7]
- 4140 dígitos binarios en 30 minutos[8]
- 364 cartas en 10 minutos[9]
- 1404 cartas en una hora[10]